# Pásková jednotka

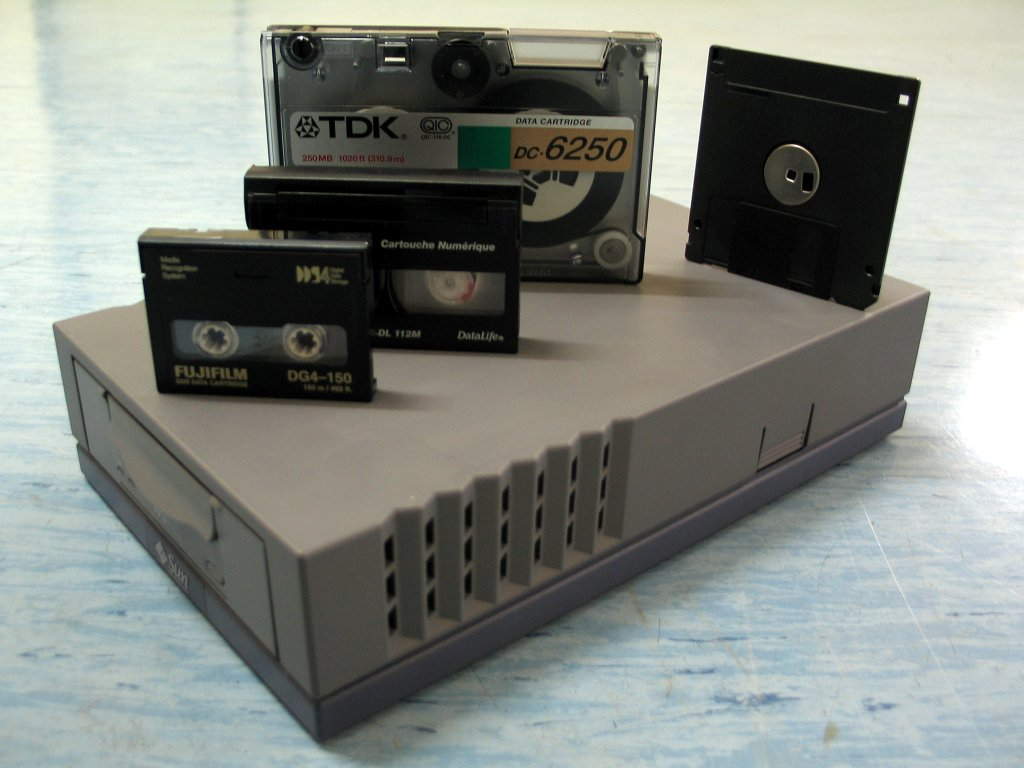
Pásková jednotka DDS. Média zleva doprava: páska DDS-4 (20 GB), 112m páska Data8 (2,5 GB), páska QIC DC-6250 (250 MB) a 3,5″ disketa (1,44 MB)

Pásková jednotka (též označován jako streamer) je zařízení pro záznam dat, které provádí čtení a zápis dat na magnetickou pásku. Záznam na magnetické pásky se používá zejména pro archivaci a zálohování důležitých dat, typicky pro vytváření záloh obsahu pevných disků Tento typ média je oblíbený pro jeho relativně nízkou cenu a dlouhou (ověřenou) životnost. Vyplatí se tedy pro ukládání velkého množství dat.

## Charakteristika
Pásková jednotka je vstupně-výstupní zařízení a používá sekvenční přístup k datům, na rozdíl od pevného disku s přímým přístupem (anglicky random access, česky též libovolný přístup, avšak nesprávně náhodný přístup). Čtecí hlava harddisku má možnost se během několika milisekund přesunout na jakékoliv místo na disku, avšak pásková jednotka musí postupně převíjet pásku, aby se dostala k požadovanému místu pro zápis nebo čtení dat. Ve výsledku mají páskové jednotky velké zpoždění (tzv. latenci) při vybavování dat. Naproti tomu mají tyto jednotky velkou přenosovou rychlost. Například v roce 2010 technologie Linear Tape Open podporovala rychlosti až 140 MB/s, tedy srovnatelné s rychlostí harddisku.
Páskové jednotky mají rozsahy kapacit od několika megabajtů do stovek gigabajtů nekomprimovaných dat.
Některá data mohou být komprimována na menší velikost. Díky tomu, že některé mechaniky používají kompresní poměr 2:1, může být na pásku uloženo až dvojnásobek původní kapacity. Opravdová úložná kapacita je často zmiňována jako nativní kapacita. Některé firmy jako IBM nebo Sony používají i vyšší kompresní poměry, které hodně záleží na druhu ukládaných dat.
Páskové jednotky se k počítači připojují pomocí SCSI (nejpoužívanější), Fibre Channel, SATA, USB, FireWire, FICON nebo jinými rozhraními. Páskové jednotky jsou používány v kazetových silech, kde dochází k automatickému zakládání a vybavování dat uložených na páskách bez manuálních zásahů zvenčí.

## Technické problémy
Určitý problém představuje fakt, že design páskových jednotek je určen pro čtení dat ze stále běžící pásky. Pokud je přenos přerušen, páska se nezastaví hned ale musí být nejdříve zpomalena, poté zastavena, převinuta o kus zpět, jednotka restartována a navedena zpět k bodu přerušení čtení. Právě tato nevýhoda snižuje rychlost a plynulost přenosu a také zkracuje životnost jak jednotky, tak média.
U dřívějších jednotek byl nekontinuální přenos dat normální a také nevyhnutelný – výpočetní síla počítače a paměti obvykle nedokázala dodávat konstantní proud dat. Proto byly první jednotky provedeny jako tzv. start-stop systém. Pásky byly na velkých cívkách a špatně se s nimi manipulovalo. Pro zlepšení výkonu spouštění, zastavování a čtení dat, byla část pásky pomocí podtlaku vytvořeném vývěvou zavedena do dvou mezer, kde byly umístěny navijáky a čtecí/mazací hlavy. Pomocí těchto tzv. vakuových sloupů a dvou navijáků cívek bylo možno rychle zastavovat, spouštět a převíjet pásku.
Některá moderní pojetí jsou stále vyvíjena jako nelineární. Formát IBM 3xxx používá stálý pohyb pásky bez ohledu na datový buffer - data jsou na pásku zapisována v segmentech pokud jsou k dispozici, pokud ne, zapisují se mezery. Pokud jednotka rozpozná nečinnost, znovu načte fragmentované segmenty do bufferu a zapíše před fragmentované sekce. Tento způsob se nazývá virtual backhitch.
Později, po roce 1980, byl u většiny jednotek zaveden interní datový buffer pro snížení počtu start-stop situací. Tyto jednotky už byly nazývány jako páskové streamery. Páska se zastavila pouze v případě, že buffer neobsahoval žádná data pro zápis nebo naopak pokud byl zcela zaplněn.
Od nedávné doby jednotky nepracují pouze s jednou lineární rychlostí, ale s několika. Přímo v jednotce jsou implementovány algoritmy které dynamicky přizpůsobují rychlost pásky vůči rychlosti dodávky dat z počítače. Rychlosti mohou být například 50 %, 75 % a 100 % z plné rychlosti.

## Média
Magnetická páska bývá v současnosti většinou umístěna v kazetě nebo cartridge. Kryt bývá nejčastěji z plastu někdy vyztužen kovovými částmi. Ty mají za úkol zajišťovat bezpečnost křehké pásky při manipulaci. Obyčejné audiokazety byly dříve hojně využívány pro ukládání a distribuci dat pro domácí počítače v dobách, kdy byly diskety příliš drahé.

## Trendy na trhu
V roce 2007 analytik Gartneru Dave Russell předpověděl obnovu záloh z pásek do online cloudů - diskových polí do roku 2011 jako hlavní zájem na zálohovacím trhu.

## Budoucí kapacita
V roce 2011 Fujifilm a IBM referovali, že dosáhli záznamu 29,5 miliardy bitů na palec na magnetické pásce, vyvinutou pomocí BaFe částic a nanotechnologií. Tato technologie umožňuje pojmout 35TB nekomprimovaných dat. Tato technologie však nebude k dispozici pro komerční využití minimálně po další desetiletí.
V dubnu 2014 oznámila firma Sony vývoj nové technologie páskového záznamu, jejíž hustota by měla dosáhnout 148 miliardy bitů na čtvereční palec. Teoreticky by tak bylo možné uložit až 185 TB dat na jednu cartridge. Zatím není známo, kdy bude tato technologie komerčně dostupná.